# Archboldia papuensis
Archboldia papuensis es una especie de ave paseriforme, perteneciente a la familia Ptilonorhynchidae, del género Archboldia.
Fue la última ave del paraíso en ser descubierta.
Es una especie endémica de Nueva Guinea.
Existen dos subespecies conocidas: Archboldia papuensis papuensis (Rand, 1940), observada en Irian Jaya, y Archboldia papuensis sanfordi (Mayr & Gilliard, 1950), observada en Papúa.
Habitan bosques de coníferas y hayas a una altitud de 1800 a 2900 m. Con 37 cm de longitud es la segunda mayor ave del paraíso. Son negros con una pequeña mancha de color amarillo amarronado en las alas. Los machos adultos tienen una cresta de plumas alargadas de color amarillo brillante con rayas negras.